# Ketil Motzfeldt

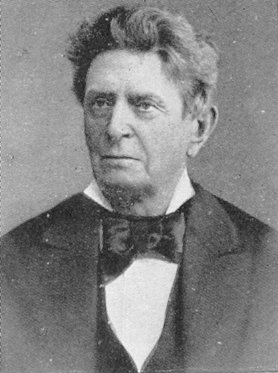
Ketil Motzfeldt.

Ketil Johnsen Melsted Motzfeldt, född den 10 augusti 1814 i Bergen, död den 17 november 1889 i Kristiania, var en norsk statsman, son till Peter Motzfeldt.
Motzfeldt avancerade 1841 till premiärlöjtnant i marinen och var 1841–44 chef för de första djupvattenslodningarna utanför Finnmarkens och Romsdalens kuster. Han deltog i utarbetandet av lagen av 24 september 1851 angående vårsillfisket och lyckades genomdriva fiskerilagen av 23 maj 1857. 
Han var därjämte 1851–58 inspektor för de stora havsfiskerierna och 1852–53 chef för inrikesdepartementets avdelning för postväsendet, 1854 och 1857–60 var han stortingsman, 1860–61 chef för postdepartementet och medlem av regeringen. Åren 1870-85 var han ånyo stortingsman och under hela tiden ledamot av en rad av stortingets viktigaste kommittéer. 
I grund och botten konservativ var han dock för självständig att sluta sig till något parti; genom bitande kvickhet och oförfärad kritik var han en fruktad och respekterad motståndare. Hans i något förkortat skick av brorsonen Ernst Motzfeldt 1908 utgivna Dagbøger 1854–89 är ett betydelsefullt historiskt dokument.